# Melocactus paucispinus
Melocactus paucispinus é uma espécie botânica de plantas da família das Cactaceae. É endêmica do sudeste do estado da Bahia, no Brasil, onde se encontra no seco cerrado. É uma espécie rara na vida silvestre. A espécie corre risco de extinção.
É uma planta perene carnuda e globosa armados com espinhos, de cor verde e com as flores de cor rosa.

## Fonte
- Taylor, N.P. 2002.  Melocactus paucispinus.   2006 IUCN Red List of Threatened Species.  acessado em  22-08-07.